# Valash (665)
Pour les articles homonymes, voir Valash (homonymie).
Valash (en Moyen perse : Wardākhsh/Walākhsh, en persan : بلاش), était un prince iranien de la maison de Karen, qui devint souverain du Tabarestan en 665.
Il était le petit-fils d'Adhar Valash, et donc un descendant de Soukhra (en), un noble iranien éminent qui contrôlait une grande partie des affaires de l'empire sassanide. En 665, Valash assassina Farrokhzad qui dirigeait le Tabarestan, puis conquit ses domaines, devenant ainsi l'unique maître de la région. Le fils de Farrokhzad, Sourkhab Ier (en), se réfugia dans la province de Mazandéran. En 673, Sourkhab vengea son père en tuant Valash, puis reconquit le pays.

## Sources
- Parvaneh Pourshariati, Decline and Fall of the Sasanian Empire: The Sasanian-Parthian Confederacy and the Arab Conquest of Iran, London and New York, I.B. Tauris, 2008 (ISBN 978-1-84511-645-3, lire en ligne)
- M. L. Chaumont, « BALĀŠ », dans Encyclopaedia Iranica, Vol. III, Fasc. 6, 1988, 574–580 p. (lire en ligne)